# Phaulothamnus spinescens
Phaulothamnus spinescens là một loài thực vật có hoa trong họ Achatocarpaceae. Loài này được A. Gray miêu tả khoa học đầu tiên năm 1885.